# USS Cushing (DD-376)
USS Cushing (DD-376) là một tàu khu trục lớp Mahan được Hải quân Hoa Kỳ chế tạo vào giữa những năm 1930. Nó là chiếc tàu chiến thứ ba của Hải quân Hoa Kỳ được đặt tên theo Trung tá Hải quân William Barker Cushing (1842–1874) người tham gia cuộc Nội chiến Hoa Kỳ. Nó đặt căn cứ tại Thái Bình Dương, hoạt động tuần tra và hộ tống trước và trong Chiến tranh Thế giới thứ hai, đã không có mặt tại Trân Châu Cảng vào lúc diễn ra cuộc tấn công vào ngày 7 tháng 12 năm 1941, nên đã không chịu hư hại hay thương vong, và đã hoạt động trong chiến tranh cho đến khi bị đánh chìm trong trận Hải chiến Guadalcanal vào năm 1942.

## Thiết kế và chế tạo
Cushing được đặt lườn vào ngày 15 tháng 8 năm 1934 tại Xưởng hải quân Puget Sound, Bremerton, Washington. Nó được hạ thủy vào ngày 31 tháng 12 năm 1935, được đỡ đầu bởi cô K. A. Cushing, con gái Trung tá Cushing; và được đưa ra hoạt động vào ngày 28 tháng 8 năm 1936 dưới quyền chỉ huy của Hạm trưởng, Trung tá Hải quân E. T. Short.

## Lịch sử hoạt động
Được phân về Hạm đội Thái Bình Dương, Cushing đã tham gia cuộc truy tìm nữ phi công Amelia Earhart bị mất tích tại quần đảo Hawaii và đảo Howland từ ngày 4 đến ngày 30 tháng 7 năm 1937, rồi quay trở về San Diego, California để thực tập huấn luyện, thực hành chiến thuật và tập trận hạm đội. Ngoại trừ một giai đoạn huấn luyện ngắn tại Trân Châu Cảng và một chuyến đi đến vùng biển Caribe, nó hoạt động thuần túy tại vùng bờ Tây từ San Diego trong các hoạt động thực hành và huấn luyện.
Khi Hải quân Nhật bất ngờ tấn công Trân Châu Cảng vào ngày 7 tháng 12 năm 1941, Cushing đang được đại tu tại Xưởng hải quân Mare Island. Nó khởi hành từ San Francisco, California vào ngày 17 tháng 12 để làm nhiệm vụ hộ tống các đoàn tàu vận tải đi lại giữa vùng bờ Tây và Trân Châu Cảng cho đến ngày 13 tháng 1 năm 1942. Nó đi đến đảo san hô Midway để phục vụ tuần tra chống tàu ngầm từ ngày 18 tháng 1 đến ngày 2 tháng 2, rồi quay trở về San Francisco vào ngày 19 tháng 2 để hộ tống cho Lực lượng Đặc nhiệm 1 ngoài khơi bờ biển California trong nhiệm vụ tuần tra và huấn luyện.
Vào ngày 1 tháng 8 năm 1942, Cushing rời San Francisco để tiến hành huấn luyện tại Trân Châu Cảng, rồi tham gia các hoạt động chung quanh Guadalcanal. Liên tục phải di chuyển, nó hộ tống các đoàn tàu vận tải tiếp liệu sống còn đến hòn đảo đang bị tranh chấp quyết liệt, và tham gia Trận chiến quần đảo Santa Cruz vào ngày 26 tháng 10, khi một lực lượng Hoa Kỳ bị áp đảo về số lượng vẫn đẩy lui được một hải đội Nhật Bản tìm cách tiến đến Guadalcanal.
Cushing hộ tống các tàu vận tải đi đến Guadalcanal an toàn vào ngày 12 tháng 11 năm 1942, rồi tham gia một lực lượng được tung ra để đánh chặn hạm đội Nhật Bản trong trận Hải chiến Guadalcanal trong đêm 13 tháng 11. Khi lực lượng hai bên rút ngắn khoảng cách, nó bất ngờ trông thấy ba tàu khu trục đối phương ở khoảng cách 3.000 thước Anh (2.700 m). Trong cuộc đấu pháo ác liệt diễn ra sau đó, Cushing bị bắn trúng nhiều phát giữa tàu, và dần dần bị mất động lực, nhưng vẫn tiếp tục nổ súng vào đối thủ và phóng các quả ngư lôi nhắm vào một thiết giáp hạm đối phương. Các đám cháy, hầm đạn bị nổ và không còn khả năng nổ súng khiến phải đưa ra lệnh "bỏ tàu" lúc 02 giờ 30 phút. Xác tàu cháy của nó được trông thấy lần cuối cùng từ Guadalcanal lúc 17 giờ 00 ngày 13 tháng 11 năm 1942, khi nó đắm ở khoảng cách 3.500 thước Anh (3.200 m) về phía Đông Nam đảo Savo.
Cushing bị mất khoảng 70 người thiệt mạng hay mất tích; một số người được cứu vớt từ dưới nước, trong đó có nhiều người bị thương. Cho dù bị mất, nó đã cùng lực lượng đặc nhiệm giúp vào việc giữ cho Sân bay Henderson tránh bị lực lượng Nhật Bản bắn phá. Xác tàu đắm của nó hiện đang nằm dưới đáy biển tại khu vực chung quanh đảo Savo, tại khu vực lân cận Guadalcanal bốn được đặt biệt danh Eo biển Đáy sắt.

## Phần thưởng
Cushing được tặng thưởng ba Ngôi sao Chiến trận do thành tích phục vụ trong Chiến tranh Thế giới thứ hai.